# Байэлса Юнайтед
«Байэлса Юнайтед» (англ. Bayelsa United Football Club) — нигерийский футбольный клуб из Енагоа, штат Байэлса. Выступает в Премьер-лиге Нигерии (по итогам сезона 2011/12 поднялись из Национальной лиги). Домашние матчи проводит на стадионе «Енагоа Тауншип», вмещающем 5000 зрителей.

## История
«Байэлса Юнайтед» — один из двух клубов, представляющих в чемпионате Нигерии штат Байэлса, а его дерби с «Оушен Бойс» считается одним из самых известных в Нигерии. Несмотря на то, что «Байельса Юнайтед» был основан лишь в 2000 году, уже в сезоне 2006 года команда дебютировала в классе сильнейших клубов Нигерии. Спустя сезон клуб из Енагоа стал третьим призёром Премьер-лиги, а в сезоне 2008/2009 — чемпионом страны, а уже на следующий сезон клуб занимает 18-е место и покидает Премьер-лигу.

## Достижения

### Местные
- Чемпион Нигерии — 1 (2008/2009)